# Hilton Garden Inn
Hilton Garden Inn — американская гостиничная сеть среднего ценового диапазона, принадлежащая Hilton Worldwide. На декабрь 2019 года сеть насчитывала 862 отеля с 126 086 номерами в 49 странах по всему миру. Среди них 81 отель напрямую принадлежит Hilton, а 781 работает по условиям франшизы.
Бренд The Hilton Garden Inn был основан в конце 1980-х годов под названием CrestHill by Hilton. Из-за плохой экономической ситуации были построены всего лишь 4 отеля из запланированных 25, причём три из эти четырёх отелей в Ланкастере (штат Пенсильвания), Саутфилде (штат Мичиган) и Валенсии (штат Калифорния) до сих пор работают в данной сети. Отель в Баффало Гров (штат Иллинойс) работает под брендом Four Points. В 1991 году бренд был перезапущен под названием Hilton Garden Inn и с тех пор вырос с четырёх гостиниц до более 800.
В 2012 году открылся первый отель Hilton Garden Inn за пределами Северной Америки — в голландском городе Лейден.